# Ernest Moliné i Brasés
Ernest Moliné i Brasés (Barcelona, 28 d'agost de 1868 - Barcelona, 12 de febrer de 1940) fou advocat, historiador i redactor de La Veu de Catalunya (1891) i de La Renaixença (1896).
Junt amb Lluís Faraudo i de Saint-Germain i Ignasi de Janer i Milà de la Roca dirigí col·lecció Recull de Textes Catalans Antichs de 1906 a 1912. Actiu en el moviment catalanista, el 1892 participà en l'Assemblea de la Unió Catalanista en la que s'aprovaren les Bases de Manresa. El 1913 fou escollit acadèmic de l'Acadèmia de Bones Lletres de Barcelona. També va formar part del consell d'administració de la Companyia Asland.
L'any 1922 va reeditar i continuar els dos volums de la Història de Catalunya que havia escrit el seu amic Antoni Aulèstia els anys 1887 i 1889.
A proposta seva, hom afegí la tornada "Bon cop de falç!" a la lletra de Els Segadors.

## Obres

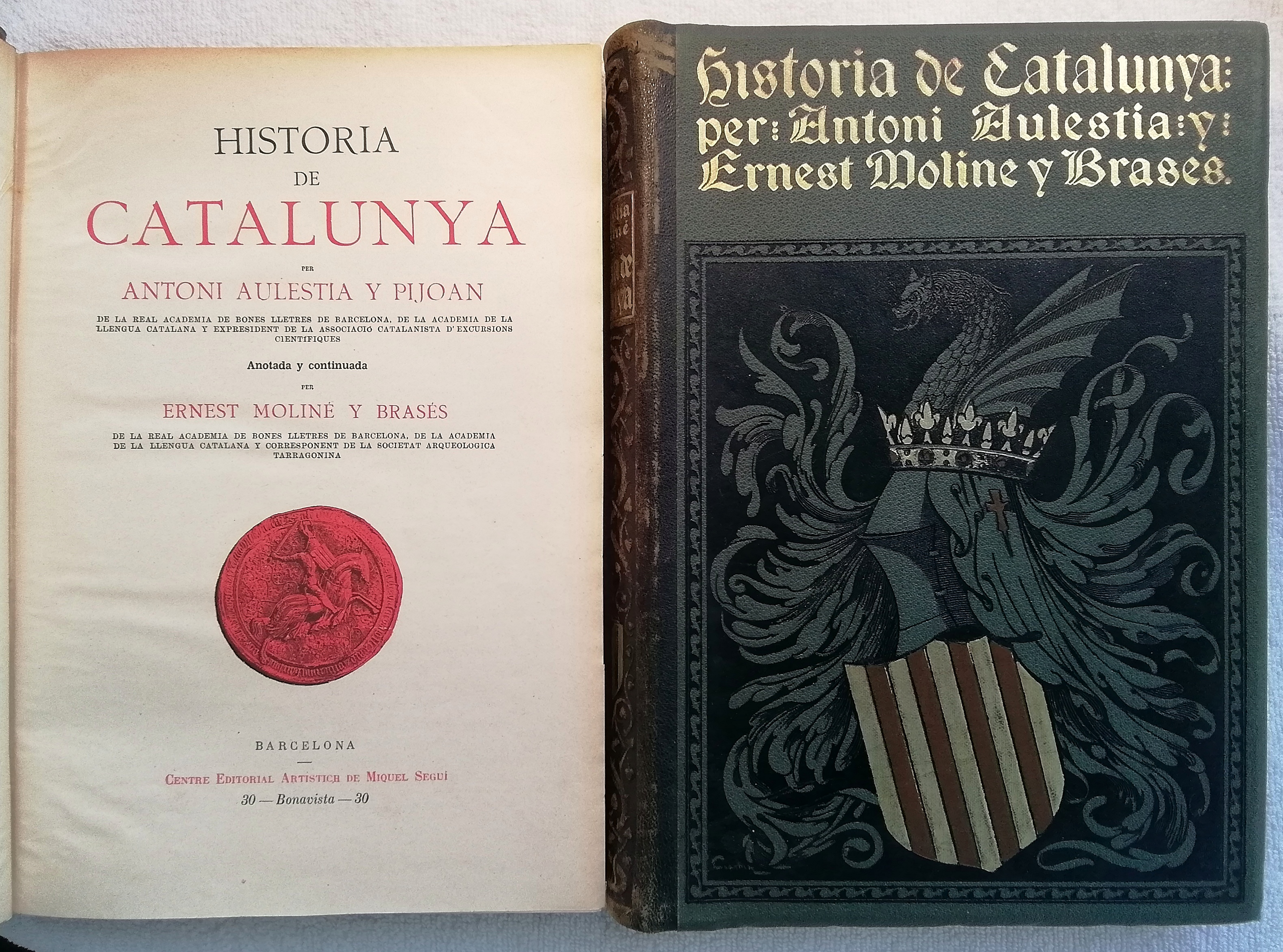
Història de Catalunya, escrita originalment l'any 1887 per Antoni Aulèstia. Més tard revisada, anotada i continuada per Ernest Moliné l'any 1922

- Història de Catalunya, escrita originalment l'any 1887 per Antoni Aulèstia. Més tard revisada, anotada i continuada per Ernest Moliné l'any 1922Flor d'enamorats : cançoner català del segle xvi tret del bilingüe donat a l'estampa l'any 1573  (1900)
- Noticiari català dels segles XIV y [sic] XV (1916)
- Resum sintètic de la història del catalanisme (1907)
- Llegendes rimades de la Bíblia de Sevilla (1909)
- Textes catalans-provençals dels segles xiii i xiv (1911-12)
- Textes vulgars del segle XV (1913)
- Les costums marítimes de Barcelona (1914)
- Receptari de micer Johan, 1466  (1914)
- La Llenga catalana : estudi històrich  (1911)
- Història de Catalunya, d'Antoni Aulèstia. Revisada i completada (1922)